# المكتبة الوطنية اللبنانية
المكتبَة الوطنِيَّة اللُّبنَانِيَّة هِي مكتبَة عامَّة حُكُومِيَّة لُبنَانِيَّة. تأَسَّست المكتبَة الوطنِيَّة اللُّبنَانِيَّة فِي مدِينة بيرُوت عاصِمة الجُمهُورِيَّة اللُّبنَانِيَّة فِي يوم 8 دِيسِمبر / كانُون الأَوَّل عام 1921 لِتكُون مقر إِيدَاع وحِفظ النِّتَاج الفِكرِي والتُّراث اللُبنَانِيّ المنشُور؛ ومُورَّداً ثقافِياً وعِلمِياً لِلمُهتمِّين والعامَّة.

## تاريخها
تأسست المكتبة الوطنية اللبنانية عام 1921، وفي عام 1924، صدر قانون الإيداع القانوني الذي يفرض على الناشرين أن يودعوا نسختين من مطبوعاتهم بالمكتبة الوطنية. وبذلك نمت مجموعاتها من عشرين ألفا هي نواة مكتبة المؤسس فيليب دي طرازي إلى 200 ألف عام 1975، وفي عام 1935 أصبحت تابعة إلى وزارة التربية. إلا أنها تضررت جراء الحرب الأهلية اللبنانية التي نشبت منذ عام 1975، فتعرضت محتوياتها للضياع والنهب، وأغلقت تماما عام 1979 خاصة وأنها كانت على ما كان يسمى خطوط التماس بين الأطراف المتحاربة، ونقلت فيما بين 1982 و1983 إلى مبنى داخل حرم الأونيسكو في الشطر الغربي من العاصمة وظلت هناك إلى عام 1997. ولم يبق من رصيدها في الأثناء إلا حوالي 150 ألف وثيقة و3000 مخطوطة. وفي عام 1999، أرادت وزارة الثقافة اللبنانية إحياءها من جديد فوضعت مشروعا لهذا الغرض لترميم المبنى وتصنيف الكتب وفهرستها. وساعدت على تنفيذ هذا المشروع دولة قطر، وكذلك الاتحاد الأوروبي، وقد وضع الحجر الأساس لمبنى المكتبة في مقرها الجديد في مبنى كلية الحقوق في الصنائع يوم 10 أيار (ماي) 2009.
أطلقت الدولة اللبنانية مشروع إعادة النهوض بالمكتبة الوطنية كتتمة لمشروع التأهيل، وأخذت على عاتقها مَهمّة تمويله. وتتمحور مهامّ المشروع حول: فهرسة مجموعات المكتبة الوطنيّة وتصنيفها، وترميم الوثائق القديمة، وإجراء الأبحاث البيبليوغرافية لتنمية المجموعة الحاليّة وإنشاء موقع المشروع على شبكة الإنترنت.

## أهداف المشروع
تشرف على مشروع النهوض بالمكتبة الوطنية لجنة خاصة يرأسها وزير الثقافة. وتتجه مهامها نحو ثلاثة أهداف كبرى:
الأول: فيما يتعلق بالوثائق المكتوبة والمنشورة، من خلال:
- تفعيل الإيداع القانوني.
- تحديد النواقص في الإنتاج الفكري المكتوب والمنشور منذ توقف المكتبة عام 1975.
- الدعوة لتقديم الهبات الخاصة بما نشره أو كتبه اللبنانيون في الخارج.
- تحضير ونشر ببليوغرافيا وطنية.

الثاني: فيما يتعلق بالوثائق السمعية والبصرية والوسائط المتعددة والإلكترونية:
- ضم المكتبة السينمائية اللبنانية وأرشيف تلفزيون لبنان إلى المكتبة الوطنية.
- حفظ الإنتاج الموسيقي اللبناني.
- جمع الصور عن لبنان والبطاقات البريدية والملصقات عن النشاط الثقافي اللبناني.

الثالث: جعل المكتبة الوطنية مرجعا علميا لمهن الكتاب والمكتبات: وذلك من خلال:
- تكوين مجموعة وثائق وموارد علمية متخصصة في مهن المكتبات والكتاب.
- تدريب أخصائيين للمكتبة، ووضع برامج وتبادل الخبرات لهذا الغرض[3]

## وُصلات خارجيّة
- صفحة الرّسميّة لِلمكتبَة الوطنِيَّة اللُّبنَانِيَّة  (باللُّغَة العَرَبِيَّةُ، والفَرَنسِيَّة، والإِنجِلِيزِيّة، والبرتغَاليَّة، والأَسبانِيَّة).